# Fugūshoku (Kanteishi) ga Jitsu wa Saikyō Datta
Fugūshoku (Kanteishi) ga Jitsu wa Saikyō Datta (不遇職【鑑定士】が実は最強だった～奈落で鍛えた最強の【神眼】で無双する～ Fugūshoku "Kanteishi" ga Jitsu wa Saikyō Datta: Naraku de Kitaeta Saikyō no "Shingan" de Musō Suru?) es una serie de novelas ligeras japonesas escritas por Ibarakino e ilustradas por Yu Hitaki. Se publicó por entregas en línea desde diciembre de 2019 hasta enero de 2022 en el sitio web de publicación de novelas generadas por usuarios Shōsetsuka ni Narō. Posteriormente fue adquirido por Kōdansha, que ha publicado tres volúmenes desde octubre de 2020 bajo su sello Kodansha Ranobe Books.
Una adaptación a manga con arte de Morohoshi Fuji se ha serializado en línea a través del sitio web Magazine Pocket de Kōdansha desde julio de 2020 y se ha recopilado en doce volúmenes de tankōbon. El manga tiene licencia digital en Norteamérica de Kōdansha USA. Una adaptación de la serie de televisión de anime de Okuruto Noboru se emitió de enero a marzo de 2025.

## Argumento
En un mundo donde los [trabajos] son dados por Dios desde el nacimiento, los héroes nacen, no se hacen... y el trabajo de Ein de [Evaluador] lo ha puesto lo más lejos posible del pedestal de héroe. Usado, abusado y finalmente abandonado por sus compañeros de aventuras, Ein decide que simplemente no vale la pena continuar... Sin embargo, por suerte para Ein, el final puede ser solo el comienzo... y una nueva oportunidad de vida.

## Personajes
Ein (アイン Ain?)
 Seiyū: Kikunosuke Toya
El protagonista principal. Debido a que tenía la habilidad de "tasador", era maltratado constantemente por sus compañeros Zoid y Jolene hasta que lo traicionaron usándolo como cebo ante los monstruos. Justo cuando estaba al borde de la muerte, fue salvado por Yuri, la espíritu del Árbol del Mundo. Recibe de Úrsula el Ojo Espiritual, que le permite copiar las habilidades de sus enemigos.
Yūri (ユーリ?)
 Seiyū: Hikaru Tōno
Una de los espíritus del Árbol del Mundo. Tiene un corazón bondadoso y la capacidad de curar dolores y heridas en un instante. Quiere a Úrsula como a su madre. Yuri se enamoró de Ein por ser el primer humano en agradecerle por haberlo salvado.
Ursula (ウルスラ Urusura?)
 Seiyū: Sayumi Suzushiro
Una guardiana y figura materna del Árbol del Mundo Yuri. Ella se encarga de entrenar a Ein y le entrega el Ojo Espiritual, a pesar de su adversión hacia los humanos. Es muy protectora con Yuri y a menudo amenaza a Eir con "matarlo" si le pone un dedo encima a Yuri.
Pina (ピナ?)
 Seiyū: Yū Serizawa
Una de los espíritus del Árbol del Mundo. Posee poderosas habilidades de ilusión. Le gustan las travesuras y tiene una personalidad descarada.
Kurohime (黒姫?)
 Seiyū: Minami Tsuda
La protectora y figura materna del Árbol del Mundo Pina. Ella es la hija de Genbu, los Cuatro Dioses de la Creación, y tiene la habilidad [Barrera] que la protege de ataques mágicos y físicos. Aunque parece gentil, tiene un lado agudo.
Alice (アリス Arisu?)
 Seiyū: Kana Ichinose
Una de los espíritus del Árbol del Mundo. Posee la habilidad [Clarividencia]. Una hermosa chica con una personalidad amable que no habla mucho y está refugiada como bibliotecaria en la Biblioteca Prohibida.
Akahane (朱羽?)
 Seiyū: Aimi
La protectora y figura materna del Árbol del Mundo Alice. Ella es la hija de Suzaku, uno de los cuatro dioses de la creación, y posee la habilidad [Doble Yo]. Con su personalidad brillante y alegre, saca a relucir hábilmente los sentimientos de Alice.
Kursh (クルシュ?)
 Seiyū: Shizuka Itō
Una de los espíritus del Árbol del Mundo. Ella se encarga de cuidar a May debido a que su guardián fue asesinado hace mucho tiempo. Ella posee la habilidad del Ojo de la nada, el cual puede deshacer cualquier cosa que vea. Sin embargo, dicha habilidad requiere mucho poder mágico, lo que hace que sea muy difícil de controlar por lo que Kursh usa una máscara para sellar sus ojos.
May (メイ?)
 Seiyū: Momoka Terasawa
Una de los espíritus del Árbol del Mundo y la menor de todas. Debido a que su guardián fue asesinado, Kursh ha estado actuando como su guardián. Posee la habilidad de crear árboles.
Jasper (ジャスパー Jasupā?)
Seiyū: Takeo Ōtsuka
El líder del gremio "Cámara de Comercio de Ginho" y un comerciante talentoso. Es una persona bien informada y tiene conexiones con la familia real, y Ein lo salva mientras trabaja con la princesa Claudia. Al ver el potencial de Ein gracias al Ojo Espiritual, Jasper le propone matrimonio sin importar que son del mismo género.
Zoid (ゾイド Zoido?)
 Seiyū: Daisuke Namikawa
Un aventurero espadachín y líder del grupo de Ein. Trataba a Ein injustamente y tomaba decisiones despiadadas en el calabozo cuando está en apuros. El fue quien ordenó sacrificar a Ein al ver que una orda de Hellhounds se acercaban. Tiempo después, Zoid mintió ante los demás aventureros afirmando que Ein murió salvándolos a él y a Jolene hasta que Ein aparece y expone sus mentiras, arruinando su reputación. Con el fin de recuperar su reputación, Zoid decide desesperadamente derrotar a un monstruo en solitario, que casualmente se encuentra en la mazmorra de Pina, pero Ein lo salva y lo envía afuera. A medida que la fama de Ein se extiende, el resentimiento de Zoid crece, por lo que Echidna se le aparece y le ofrece su Ojo Espiritual que lo convierte en monstruo. Con sus nuevos poderes, Zoid mata a Jolene por haberlo traicionado y planea matar a Yuri y Pina para que Ein pierda sus poderes. Ein se enfrenta a Zoid solo, destruyendo fácilmente su Ojo Espiritual y devolviendo a Zoid a la normalidad. Zoid está furioso porque Ein lo volvió a vencer, pero al ver cuánto ha cambiado, decide ser mejor persona y se deja arrestar.
Jolene (ジョリーン?)
 Seiyū: Ayahi Takagaki
Una maga que era parte del grupo de Ein. Su magia consistía en inmovilizar a los seres vivos. A igual que Zoid, Jolene trataba terriblemente a Ein. Bajo órdenes de Zoid, Jolene usa su magia en Ein para sacrificarlo ante unos Hellhounds y así poder escapar los dos. Al enterarse de que Ein sobrevivió, Jolene abandona a Zoid, culpándolo de todo para evitar ser cómplice y se une a un nuevo grupo con su reputación intacta. Tiempo después, Jolene es asesinada por Zoid, quien se convirtió en un monstruo gracias al Ojo Espiritual de Echidna.
Nigun von Rayshik (ニグン・フォン・レーシック?)
 Seiyū: Atsushi Tamaru, Ayasa Itō (niño)
El anterior Señor de los territorios de Rayshik. Solía ser rechazado por todos cuando era niño debido a que era enfermizo, e incluso se rumoreaba de que no era el hijo legítimo de su padre. Sintiendo su debilidad, Shadow se convirtió en su único amigo. Ein se encuentra con Nigun, quien entra en pánico cuando Ein revela que ya mató a Hydra. Nigun revela que hizo un trato con Hydra para sacrificar mujeres para él a cambio de mantener alejados a los monstruos. Nigun habla con Shadow, quien le exige que mate a Ein. Al descubrir que Shadow era en realidad un demonio que lo engañó para asesinar a su propio padre, Nigun perdió la razón, lo que le permitió a Shadow poseer completamente su cuerpo. Tras librarse del control de Shadow gracias a Ein, Nigun se apuñala en el corazón mientras confirma entre lágrimas que Shadow siempre fue su mejor amigo. Después de ser curado por Ein y Yuri, Nigun confiesa sus crímenes y es encarcelado, pero solicita al Rey que designe a Ein como el nuevo señor de Rayshik.
Echidna (エキドナ Ekidona?)
 Seiyū: Kana Hanazawa
Una de los espíritus del Árbol del Mundo que es una de los Siete Príncipes del Mundo Demoníaco cuyo objetivo es resucitar al Señor Demonio Miktoran. Ella es quien le ofrece a Zoid su propio Ojo Espiritual que lo convierte en un monstruo. Aunque ha ordenado a otros demonios a matar a Ein, por alguna razón quiere que este se haga aún más fuerte.
Shadow (シャドウ?)
 Seiyū: Ryōta Suzuki
Un Vizconde Demonio que se apareció ante Nigun cuando era un niño y fingió convertirse en su amigo. Cuando el padre de Nigun enfermó, Shadow engañó a Nigun para que le diera veneno para beber en lugar de medicina, matándolo lentamente durante varios años. Una vez que Nigun se convirtió en Señor, Shadow comenzó a apoderarse poco a poco de su mente y a vender a algunos aldeanos como esclavos en el reino demoníaco sin que Nigun lo supiera. Al enterarse de la llegada de Ein a Rayshik, Shadow le ordena a Nigun que mate a Ein. Al ver que los aldeanos desean aceptar a Ein como su nuevo señor, Nigun le pide ayuda a Shadow, pero este le revela que lo engañó todo este tiempo para asesinar a su propio padre. Esta revelación hace que Nigun pierda la razón, lo que aprovecha Shadow para poseer completamente su cuerpo. Shadow ataca, confiado en que Ein no puede matarlo sin matar a Nigun. También invoca demonios para atacar a los aldeanos. Ein llama a Nigun para que despierte, pero Shadow se jacta de que Nigun se encerró en su propia desesperación y no puede oírlo. Shadow se queda atónito cuando Ein lo derriba de un cabezazo, lo que permite que Nigun escuche la voz de Ein. Nigun escapa de su desesperación el tiempo suficiente para apuñalarse en el corazón mientras confirma entre lágrimas que Shadow siempre fue su mejor amigo. Indiferente, Shadow abandona a Nigun para que muera, pero una vez separado, Ein mata a Shadow instantáneamente. Un Shadow aún más pequeño se separa del cuerpo que Ein mató, pero es atrapado por Pina y Alice. Shadow revela que todos los demonios han recibido la orden de asesinar a Ein, pero su confesión desencadena una maldición que lo mata antes de que pueda revelar la identidad de su amo.
Ioana (イオアナ?)
 Seiyū: Miyu Tomita
Una Duquesa Demonio que es enviada por Echidna a buscar a uno de los Espíritus del Árbol del Mundo que Ein aún no ha encontrado. Al llegar a Bosque Abisal, Ioana es golpeada por Ein con Nivel de Drenaje para debilitarla, así que Ioana intenta usar una bala imbloqueable para matar a Ein, pero él la bloquea a la perfección y le corta la cabeza. Ioana sigue viva, así que Ein revela que no usó Nivel de Drenaje solo una vez, sino cientos de veces, por lo que Ioana ahora es aún más débil que los monstruos del Bosque Abisal. Furiosa, Ioana teletransporta su cabeza a un lugar seguro.
Miktoran
El anterior Señor Demonio que fue sellado por el Árbol del Mundo original. Actualmente Echidna busca la forma de resucitarlo.

## Contenido de la obra

### Novelas ligeras
Fugūshoku (Kanteishi) ga Jitsu wa Saikyō Datta fue escritas por Ibarakino e ilustradas por Yu Hitaki y fue serializado en el sitio de publicación de novelas web generado por usuarios Shōsetsuka ni Narō del 14 de diciembre de 2019 al 4 de enero de 2022. Posteriormente fue adquirida por Kōdansha, quien comenzó a publicarla como una novela ligera con ilustraciones de Yu Hitaki bajo su sello de novela ligera Kodansha Ranobe Books el 2 de octubre de 2020. Se publicaron tres volúmenes hasta julio de 2024.
| Volúmenes de novelas ligeras publicadas | Volúmenes de novelas ligeras publicadas | Volúmenes de novelas ligeras publicadas |
| Número                                  | Fecha de lanzamiento                    | ISBN                                    |
| --------------------------------------- | --------------------------------------- | --------------------------------------- |
| 1                                       | 2 de octubre de 2020                    | ISBN 978-4-06-520918-9                  |
| 2                                       | 2 de mayo de 2022                       | ISBN 978-4-06-524580-4                  |
| 3                                       | 2 de julio de 2024                      | ISBN 978-4-06-536481-9                  |

### Manga
Una adaptación a manga ilustrada por Morohoshi Fuji comenzó a serializarse en el sitio web y la aplicación Magazine Pocket de Kōdansha el 29 de julio de 2020. El primer volumen de tankōbon se lanzó el 9 de noviembre de 2020. Los capítulos del manga se han compilado en doce volúmenes de tankōbon a partir de julio de 2024.
El 30 de septiembre de 2021, Kodansha USA anunció que obtuvo la licencia de la serie para su publicación digital en inglés. Kodansha también publica la serie en inglés en su servicio K Manga.
| Volúmenes de manga publicados | Volúmenes de manga publicados | Volúmenes de manga publicados |
| Número                        | Fecha de lanzamiento          | ISBN                          |
| ----------------------------- | ----------------------------- | ----------------------------- |
| 1                             | 9 de noviembre de 2020        | ISBN 978-4-06-521572-2        |

### Anime
El 26 de junio de 2024 se anunció una adaptación de la serie de televisión de anime. La serie está producida por Okuruto Noboru y dirigida por Kenta Ōnishi, con guion escrito por Tōko Machida, personajes diseñados por Sayuri Sakimoto y música compuesta por Satoshi Hōno y Kaori Nakano. La serie se estrenó el 9 de enero de 2025 en Tokyo MX y BS11. El tema de apertura es "Crescendo" interpretado por Asterism, mientras que el tema de cierre es "Rock wa Shinanai" interpretado por 22/7.. Crunchyroll obtuvo la licencia de la serie fuera de Asia. Muse Communication obtuvo la licencia de la serie en el Sudeste Asiático.